# Ahmed Bader Magour
Ahmed Bader Magour (né le 3 mars 1996) est un athlète qatarien, spécialiste du lancer du javelot.

## Carrière
Le 13 juin 2016, il porte son record national à 85,23 m à Turku, avant de remporter la médaille d'argent à Bhubaneswar, derrière Neeraj Chopra qui réussit au dernier essai la marque de 85,23 m également.

## Palmarès
| Date | Compétition                     | Lieu             | Résultat | Marque  |
| ---- | ------------------------------- | ---------------- | -------- | ------- |
| 2017 | Jeux de la solidarité islamique | Bakou            | 1er      | 83,45 m |
| 2017 | Championnats d'Asie             | Bhubaneswar      | 2e       | 83,70 m |
| 2017 | Championnats du monde           | Londres          | 10e      | 81,77 m |
| 2017 | Ligue de diamant                | Ligue de diamant | 8e       | 83,73 m |
| 2018 | Jeux asiatiques                 | Jakarta          | 6e       | 78,23 m |

## Records
| Épreuve           | Performance  | Lieu  | Date         |
| ----------------- | ------------ | ----- | ------------ |
| Lancer du javelot | 85,23 m (NR) | Turku | 13 juin 2017 |